# Muṣʿab ibn ʿUmayr
Muṣʿab ibn ʿUmayr (in arabo مصعب بن عمير‎?; La Mecca, ... – Uhud, 625) è stato un Sahaba arabo meccano.
Noto anche come Muṣʿab al-Khayr (Muṣʿab il Migliore), Muṣʿab b. ʿUmayr b. Hāshim b. ʿAbd Manāf b. ʿAbd al-Dār era un Meccano appartenente al clan dei Banū ʿAbd al-Dār della tribù dei Quraysh. Abbracciò l'Islam nel 614 e fu il primo ambasciatore della storia islamica. Morì da martire sotto l'Uhud.

## Gioventù
Sebbene non si conosca con certezza la data di nascita di Muṣʿab b. ʿUmayr, si pensa che essa possa essere compresa tra il 594 e il 598, dal momento che egli era assai giovane quando si convertì all'Islam. Muṣʿab era figlio di ʿUmayr ibn Hāshim e di Khunās bint Mālik. Sua madre aveva un carattere assai forte e volitivo, tanto che la gente ne aveva un certo timore. I suoi genitori erano abbienti e Muṣʿab b. ʿUmayr crebbe tra gli agi. Grazie alla sua intelligenza e al buon carattere, si guadagnò un buon ascendente tra i Meccani.

## Conversione all'Islam
Muṣʿab b. ʿUmayr abbracciò l'Islam nella casa di al-Arqam ibn Abi l-Arqam (Dār al-Arkam), dove, sotto la guida di Maometto, si costruiva il futuro dell'Islam politico, indifferente alle critiche che questo suscitava tra i Quraysh. Muṣʿab si era recato per la prima volta nella Dār al-Arqam per vedere di persona in cosa consistesse la nuova fede predicata da Maometto, di cui tanto si parlava tra i Quraysh. Entrandovi, parlò coi musulmani e ascoltò Maometto con la massima attenzione. Fu profondamente impressionato dai versetti coranici e dalle parole del Profeta e abbracciò senza esitazione l'Islam. Dopo di ciò adempiette all'obbligo della Salat e prese a frequentare assai spesso la casa. Muṣʿab nascose la sua conversione alla madre, per timore della sua reazione. Tuttavia, quando giunse all'orecchio materno la novità che ʿUthmān ibn Talha, un oppositore coreiscita di Maometto, era entrato nella Dār al-Arqam, pregandoci nel medesimo modo in cui pregava il Profeta, il giovane Muṣʿab fu addirittura messo in catene dalla madre per evitare che egli seguitasse a frequentare quegli "eversori" dell'ordine religioso ed economico di Mecca. Muṣʿab rimase però fermo nelle sue convinzioni e, su consiglio di Maometto, prese parte alla Piccola Egira con destinazione l'Abissinia, insieme alla moglie Hamna bint Jahsh e ad alcuni suoi correligionari più deboli. per condizione sociale, sesso o minore età.

## Primo ambasciatore dell'Islam
Muṣʿab b. 'Umayr fu nominato primo ambasciatore dell'Islam da Maometto e inviato a Yathrib (poi Medina). Il suo incarico era quello di preparare Yathrib al giorno in cui sarebbe avvenuta l'Egira. Fu prescelto, malgrado la sua giovane età, per le sue doti politiche, caratteriali e intellettuali, oltre che per quelle religiose. Muṣʿab giunse a Medina e assolse mirabilmente il suo compito, con grande zelo e qualità, aiutato da Saʿd ibn Zurāra, un Ansar medinese. Tra le persone che si convertirono figurano importanti personaggi quali Sa'd ibn Mu'adh, Usayd ibn Hudayr e Sa'd ibn 'Ubada.

## Morte a Uhud
Nella battaglia di Uhud (625), alcuni musulmani (tra cui lo stesso futuro terzo Califfo e genero del Profeta, ʿUthmān, fuggirono e abbandonarono le proprie posizioni sul campo di battaglia, di fronte alla superiorità degli avversari meccani e dei loro alleati, il cui obiettivo non secondario era quello di uccidere Maometto. Muṣʿab b. ʿUmayr aveva la consegna di portare il vessillo islamico, in omaggio alla tradizionale prerogativa che a Mecca prevedeva che fossero proprio i B. ʿAbd al-Dār a portare in battaglia il vessillo dei Quraysh. Ben capendo quanto forte fosse il pericolo incombente sui musulmani, egli innalzò il vessillo con una mano e gridò il takbīr (Allah è Sommo), con l'intento di attirare su di sé l'attenzione del nemico, dando modo a Maometto di sfuggire al loro attacco. Si batté con straordinario impeto e coraggio, subendo dapprima l'amputazione della mano destra e poi una serie incredibile di altre ferite, mentre seguitava a salmodiare il versetto coranico «Muḥammad non è che un Messaggero di Dio come quelli che l'han preceduto in antico». Infine, nel fare da scudo a Maometto, fu colpito a morte dalla lancia di Ibn Qamiʾa al-Laythī, cadendo da martire (shahīd) sul campo di battaglia.

## Inumazione
Quando la battaglia finì, molti dei Compagni di Maometto erano morti, compreso suo zio Ḥamza b. ʿAbd al-Muṭṭalib, e suo cugino e cognato ʿAbd Allāh b. Jaḥsh. Quando però il cadavere di Muṣʿab b. ʿUmayr, moltissimi piansero, ricordandone il fiore degli anni, la sua fede di pioniere e i suoi modi garbati e intelligenti. Khabbab ibn al-Aratt narrò: 
 Maometto ristette accanto al cadavere di Muṣʿab con grande commozione e recitò per lui i versetti del Corano:
(Cor., XXXIII:23)
Quando Ḥamna bt. Jaḥsh, moglie di Muṣʿab b. ʿUmayr, seppe da Maometto del triste destino di suo fratello ʿAbd Allāh e di suo zio materno Ḥamza, affermò: "da Allah noi veniamo e a Lui in realtà torniamo. Imploro il perdono di Allah". Ma quando sentì della morte del suo amatissimo Muṣʿab, scoppiò in un pianto dirotto elevando alti lamenti.